# USS Saratoga (CV-60)
USS Saratoga (CV/CVA/CVB-60) là chiếc thứ hai trong số bốn chiếc siêu hàng không mẫu hạm lớp Forrestal được Hải quân Hoa Kỳ chế tạo trong thập niên 1950. Nó là chiếc tàu chiến thứ sáu của Hải quân Mỹ, và là chiếc tàu sân bay thứ hai, được đặt cái tên này, vốn được đặt theo trận Saratoga trong cuộc Chiến tranh Cách mạng Hoa Kỳ.
Nhập biên chế năm 1956, nó trải qua phần lớn quãng đời phục vụ hoạt động tại Địa Trung Hải, nhưng cũng từng tham gia Chiến tranh Việt Nam, được tặng thưởng một Ngôi sao Chiến trận khi phục vụ tại đây. Một trong những hoạt động tác chiến sau cùng của nó là trong Chiến dịch Bão táp Sa mạc tại Iraq năm 1991.
Saratoga được cho xuất biên chế năm 1994, và neo đậu tại căn cứ hải quân ở Newport, Rhode Island. Nhiều nỗ lực được thực hiện nhằm có thể bảo tồn con tàu như một tàu bảo tàng đều bị thất bại, và con tàu được bán cho hãng ESCO Marine tại Brownsville, Texas để tháo dỡ. Nó được kéo đến Brownsville để tháo dỡ từ ngày 15 tháng 9 năm 2014.

## Thiết kế và chế tạo

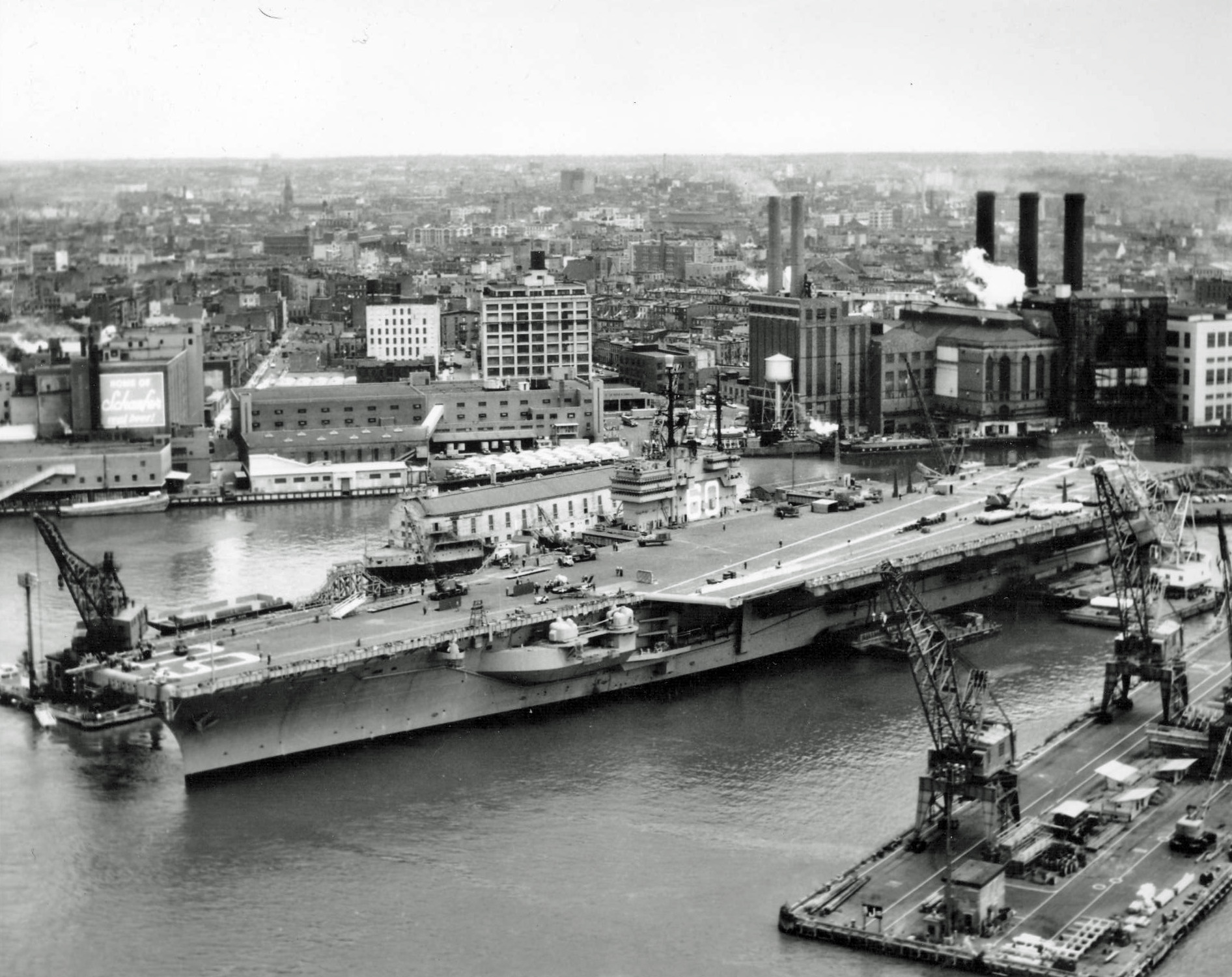
Saratoga trong Xưởng hải quân Brooklyn, tháng 5 năm 1956, một tháng sau khi nhập biên chế

Con tàu được đặt hàng như một "tàu sân bay lớn" mang ký hiệu lườn CVB-60, và hợp đồng chế tạo được trao cho Xưởng hải quân New York tại Brooklyn, New York vào ngày 23 tháng 7 năm 1952, là chiếc thứ hai trong số bố chiếc lớp Forrestal. Nó được xếp lại lớp như một "tàu sân bay tấn công" với ký hiệu lườn CVA-60 vào ngày 1 tháng 10 năm 1952.
Saratoga được đặt lườn vào ngày 16 tháng 12 năm 1952; rồi được hạ thủy vào ngày 8 tháng 10 năm 1955 và được đỡ đầu bởi bà Charles S. Thomas. Nó nhập biên chế cùng Hải quân Hoa Kỳ vào ngày 14 tháng 4 năm 1956 dưới quyền chỉ huy của Hạm trưởng, Đại tá Hải quân Robert Joseph Stroh. Nó là chiếc tàu sân bay đầu tiên của Hải quân Mỹ sử dụng nồi hơi có áp lực cao 1.200 psi (8.300 kPa).

## Lịch sử hoạt động

### Thập niên 1950

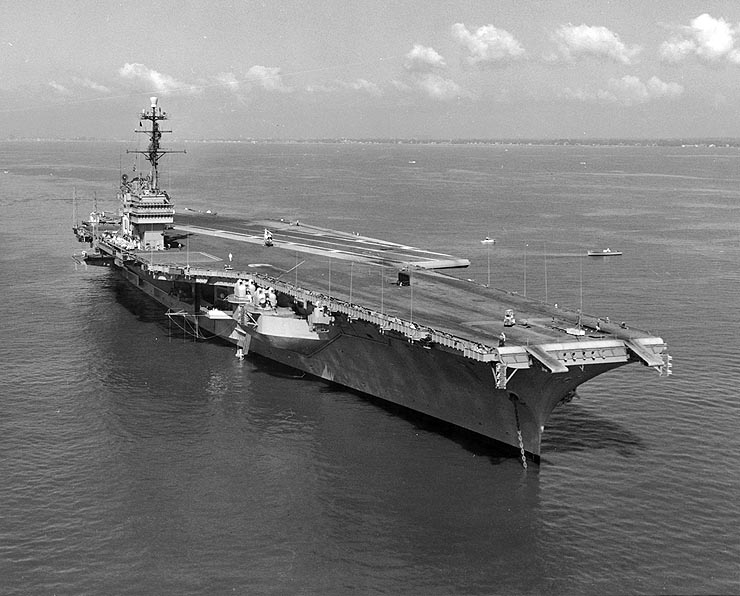
Saratoga tại Hampton Roads, Virginia, trong cuộc duyệt binh hải quân quốc tế, 1957.

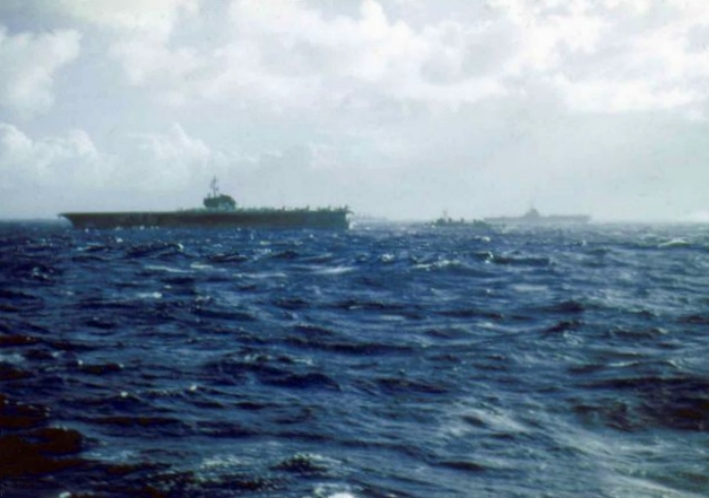
Saratoga trong cuộc tập trận Strikeback của Khối NATO (1957)

Sau khi nhập biên chế, trong nhiều tháng tiếp theo, Saratoga tiến hành một loạt các cuộc thử nghiệm kỹ thuật cơ khí, cấu trúc, vận hành, không quân và tác xạ. Vào ngày 18 tháng 8, 1956, nó lên đường đi vịnh Guantánamo, Cuba để chạy thử máy, rồi quay trở lại Xưởng hải quân New York vào ngày 19 tháng 12, ở lại đây để sửa chữa sau thử máy cho đến ngày 28 tháng 2, 1957. Sau khi hoàn tất công việc trong xưởng tàu, nó lên đường cho một lượt huấn luyện ôn tập tại vùng biển Caribe trước khi đi đến cảng nhà là Mayport, Florida.
Tổng thống Dwight D. Eisenhower cùng các thành viên trong Nội các của ông đã viếng thăm Saratoga vào ngày 6 tháng 6, 1957, thị sát các hoạt động của nó trong hai ngày khi chiếc tàu sân bay cùng mười tám tàu chiến khác thao diễn các hoạt động không quân, chống tàu ngầm, phóng tên lửa điều khiển, và trình diễn kỹ thuật ném bom và bắn phá của máy bay hải quân. Nhân dịp chuyến viếng thăm của Tổng thống này, hai máy bay tiêm kích Vought F-8 Crusader đã thực hiện chuyến bay không dừng nghỉ, cất cánh từ tàu sân bay Bon Homme Richard (CV-31) ngoài khơi bờ Tây Hoa Kỳ, và băng ngang lục địa Hoa Kỳ trong 3 giờ 28 phút để hạ cánh xuống Saratoga tại Đại Tây Dương.
Cũng trong năm 1957, Saratoga đã hai lần tiến hành phóng thử nghiệm tên lửa điều khiển Regulus. Nó là một trong số mười tàu sân bay được cấu trúc để hoạt động kiểu tên lửa động cơ phản lực cận âm có điều khiển này, và là một trong số sáu tàu sân bay từng phóng thử nghiệm tên lửa, cho phép Hải quân Hoa Kỳ lần đầu tiên có khả năng mang vũ khí răn đe hạt nhân chiến lược. Con tàu rời Mayport vào ngày 3 tháng 9 cho chuyến vượt Đại Tây Dương lần đầu tiên, đi đến vùng biển Na Uy để tham gia Chiến dịch Strikeback, cuộc tập trận phối hợp giữa hải quân các nước thành viên Khối NATO. Nó quay trở về Mayport một thời gian ngắn trước khi đi đến Xưởng hải quân Norfolk để sửa chữa.
Saratoga rời Mayport vào ngày 1 tháng 2, 1958 để đi sang Địa Trung Hải, nơi nó lần đầu tiên được biệt phái hoạt động cùng Đệ lục Hạm đội. Từ đó cho hết năm 1967, nó được biệt phái hàng năm sang Địa Trung Hải, tổng cộng tám chuyến đi, để phục vụ cùng Đệ lục Hạm đội. Thời gian xen kẻ giữa các chuyến đi được nó dành cho việc bảo trì trong cảng hay hoạt động ngoài khơi bờ biển Florida.

### Thập niên 1960

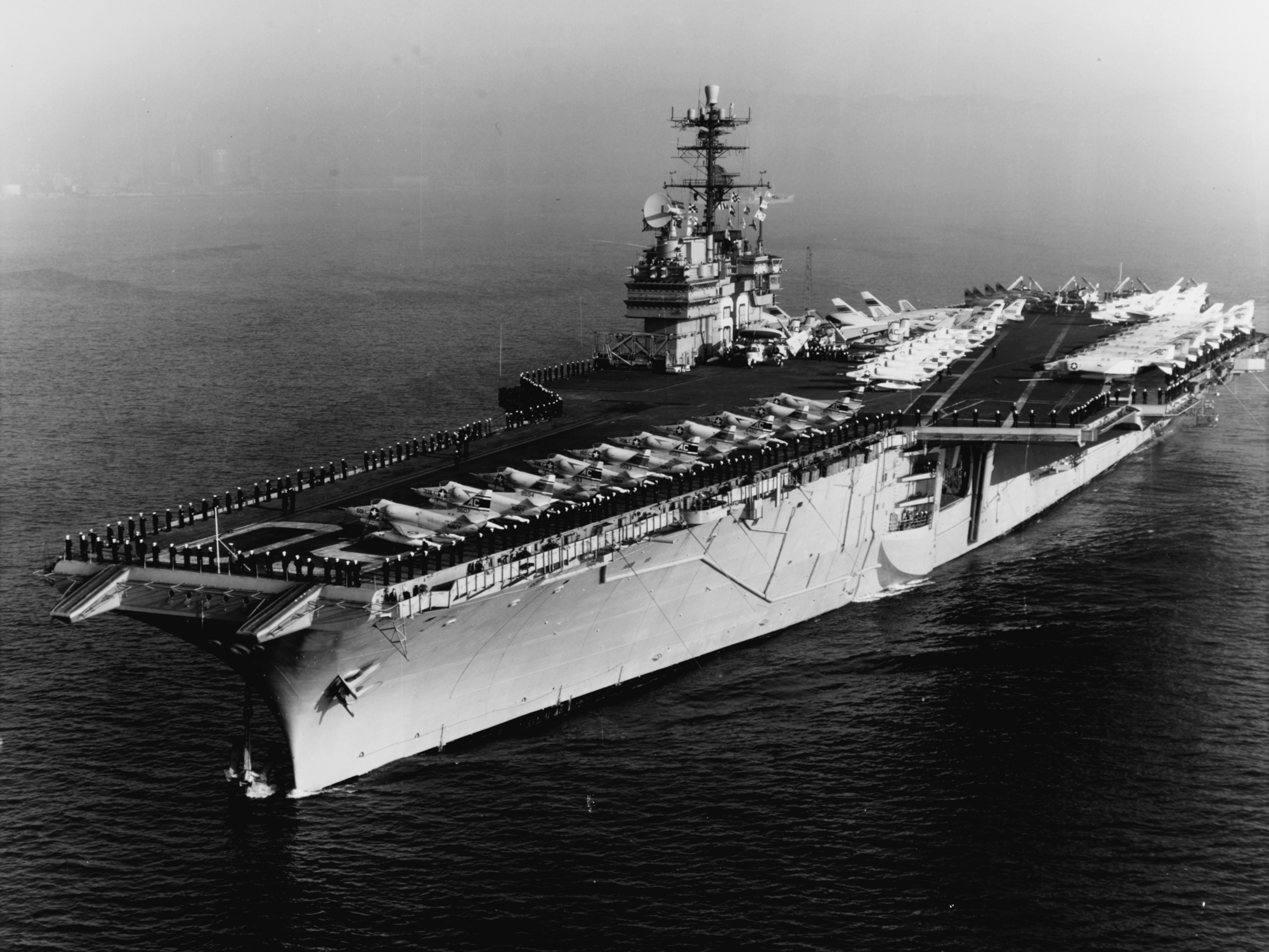
Saratoga đang đi vào cảng Barcelona, Tây Ban Nha, 12 tháng 2, 1965

Trong đêm 24-25 tháng 5, 1960, Saratoga gặp tai nạn va chạm với tàu chở hàng Đức Bernd Leonhardt ngoài khơi North Carolina. Cầu tàu và cấu trúc thượng tầng chiếc tàu chở hàng bị hư hại bị hư hại bởi sàn đáp của chiếc tàu sân bay. Một cuộc điều tra được tiến hành nhưng kết quả không hề được công bố. Dù sao chi phí sửa chữa chiếc tàu chở hàng, khoảng 2,5 triệu Mác Đức, đã được Hải quân Hoa Kỳ chi trả toàn bộ.
Đang khi được biệt phái hoạt động cùng Đệ lục Hạm đội vào ngày 23 tháng 1, 1961, một đám cháy lớn đã bùng phát tại khoang động cơ số hai của Saratoga, khiến bảy thành viên thủy thủ đoàn thiệt mạng. Vốn được cho là đã xảy ra do một đường ống dẫn nhiên liệu bị vỡ, đám cháy được thủy thủ đoàn dập tắt, và con tàu tiếp tục đi đến Athens, Hy Lạp nơi nó được khảo sát những thiệt hại phải chịu đựng. Con tàu tiếp tục làm nhiệm vụ tuần tra với năng lực các nồi hơi nước bị cắt giảm, quay trở về Hoa Kỳ theo đúng lịch trình và chất dỡ các phi đội máy bay khỏi tàu trước khi được sửa chữa.

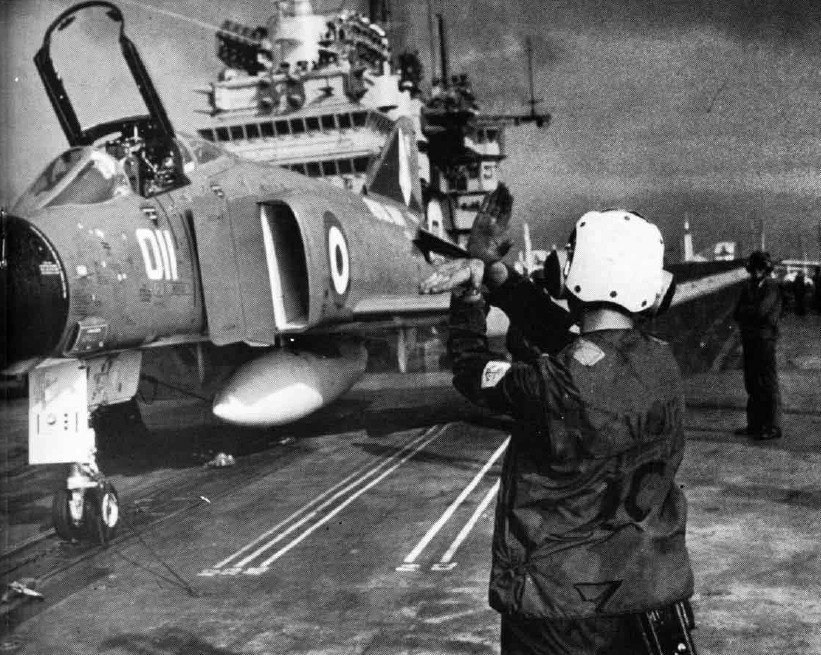
Một máy bay F-4K Phantom thuộc Liên đội Không lực 892 Hải quân Anh chuẩn bị để được phóng lên từ Saratoga, 1969; Liên đội 892 được bố trí huấn luyện cùng Saratoga trước khi chuyển đến tàu sân bay, đang được tái biên chế

Sau một đợt đại tu trong xưởng tàu vào sáu tháng cuối năm 1964, Saratoga lên đường đi Địa Trung Hải, đến nơi ngay trước ngày lễ Giáng Sinh. Trong sáu tháng tiếp theo chiếc tàu sân bay đã viếng thăm các cảng Naples, Ý; Athens; Cannes, Pháp; Valencia, Tây Ban Nha; Istanbul, Thổ Nhĩ Kỳ và Malta. Trong chuyến đi sang Địa Trung Hải tiếp theo từ tháng 6 đến tháng 12, 1967, Saratoga được điều động khẩn cấp đến khu vực Đông Địa Trung Hải sau khi xảy ra cuộc Chiến tranh Sáu Ngày giữa Israel và các nước Ả Rập. Đội y tế của nó đã cứu chữa cho những người sống sót trên chiếc Liberty (AGTR-5), sau khi xảy ra sự kiện quân đội Israel tấn công con tàu do thám ngụy trang này, tưởng nhầm nó là một tàu chiến Ai Cập.
Sau đó Saratoga suýt bị tai nạn va chạm với tàu tuần dương Little Rock, vốn đã cắt ngăng mũi tàu Saratoga trong một hoạt động không quân. Saratoga đã gửi đi một bức điện xác định nó dự định xoay mũi sang mạn phải; việc này không ảnh hưởng đến Little Rock vì chiếc tàu tuần dương đang ở bên mạn trái. Khi chiếc tàu sân bay ra tín hiệu sẽ chuyển hướng, Little Rock gia tăng tốc độ để duy trì vị trí trong đội hình. Bất ngờ, Saratoga lại bẻ lái sang mạn trái, đưa Little Rock cắt ngang trước mũi nó. May mắn là chỉ có những hư hại nhẹ và không có ai bị thương.
Trong chuyến đi quay trở về vào đầu tháng 12, 1967, Saratoga trải qua nhiều ngày chịu đựng một cơn bão lớn tại Đại Tây Dương, vốn đã gây hư hại nặng cho lối đi cặp bên hông sàn đáp, phểu thu gom rác và bệ nhô chứa xuồng. Nó về đến Mayport vào ngày 6 tháng 12. Sang ngày 2 tháng 1, 1968, nó đi vào Xưởng hải quân Philadelphia, trải qua một lượt đại tu và nâng cấp vốn kéo dài đến 11 tháng. Nó rời Philadelphia vào ngày 31 tháng 1, 1969 để đi vịnh Guantánamo, Cuba ngang qua Hampton Roads và Mayport, nơi nó tiến hành huấn luyện ôn tập cho thủy thủ đoàn và thành viên các liên đội không quân.
Nhân Ngày Lực lượng Vũ trang 17 tháng 5, 1969, Saratoga đón tiếp Tổng thống Richard Nixon nhân cuộc phô diễn lực lượng của Không đoàn Tàu sân bay 3 ngoài khơi khu vực Virginia Capes. Nó khởi hành từ Mayport vào ngày 9 tháng 7 cho lượt bố trí thứ chín sang Địa Trung Hải. Trên đường đi nó tiếp cận ở khoảng cách gần một lực lượng tàu nổi Liên Xô cùng một tàu ngầm lớp November vốn đang trên đường đi sang Cuba. Ngoài khơi quần đảo Azores vào ngày 17 tháng 7, con tàu bị những máy bay Xô Viết xuất phát từ căn cứ Fedotovo theo dõi; chúng bị ngăn chặn, chụp ảnh và hộ tống khi ở khoảng cách gần chiếc tàu sân bay.
Saratoga hoạt động cùng Đội đặc nhiệm 60.2 thuộc Đệ lục Hạm đội tại khu vực Đông Địa Trung Hải vào tháng 9, trong một đợt biểu dương lực lượng nhằm đáp trả lại việc tập trung các đơn vị tàu nổi Xô Viết tại đây, sự kiện không tặc một máy bay của hãng hàng không Trans World Airlines bay đến Syria, và sự kiện đảo chánh tại Libya. Không đoàn Tàu sân bay 3 đã thực hiện nhiều phi vụ điều tra và trinh sát bên trên các đơn vị tàu nổi Xô Viết, bao gồm chiếc tàu chở máy bay trực thăng Moskva, đang hoạt động về phía Tây đảo Crete. Chiếc tàu sân bay lại hoạt động tại khu vực này vào tháng 10 do những biến động chính trị tại Lebanon.

### Thập niên 1970

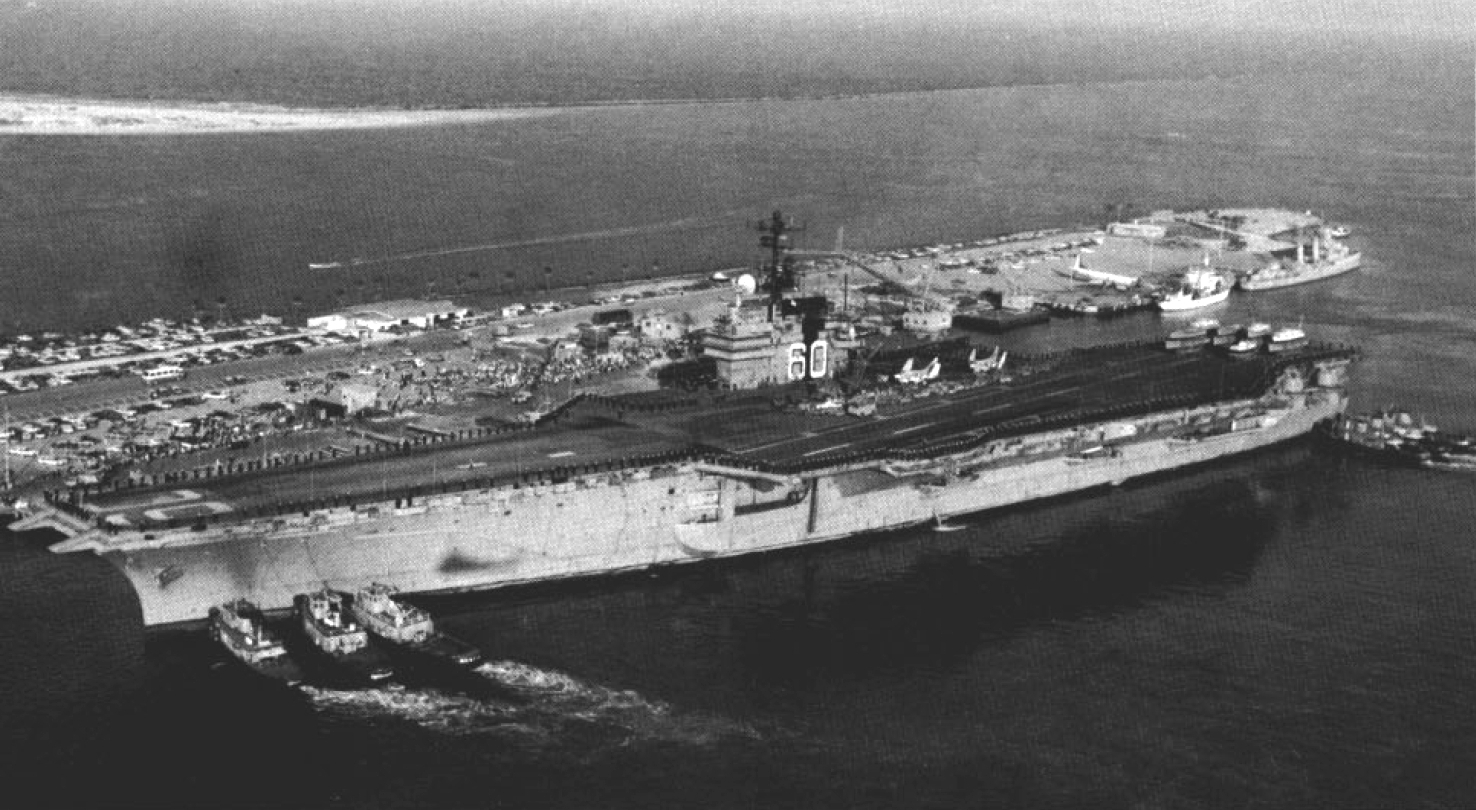
Saratoga trong cảng Mayport, Florida, 1971

Saratoga quay trở về cảng Mayport vào ngày 22 tháng 1, 1970 và hoạt động tại khu vực bờ biển cho đến ngày 11 tháng 6, khi nó khởi hành đi sang khu vực Địa Trung Hải để hoạt động cùng Đệ Lục hạm đội. Tổng thống Richard Nixon cùng đoàn tùy tùng lên tàu vào ngày 28 tháng 9. Ngay đêm hôm đó, tin tức về việc Tổng thống Cộng hòa Ả Rập Thống nhất (Ai Cập) Gamal Abdel Nasser từ trần đã làm dấy lên mối lo ngại sẽ khiến tình hình Trung Đông đi vào khủng hoảng. Các sĩ quan tình báo và liên lạc của Saratoga được yêu cầu cung cấp cho Tổng thống, Tổng Tham mưu trưởng Liên quân, các Bộ trưởng Ngoại giao và Quốc phòng những tin tức tình báo cần thiết nhằm nắm vững tình huống phức tạp đang xấu đi. Tổng thống và đoàn tùy tùng rời tàu vào buổi chiều tối tiếp theo, và chiếc tàu sân bay tiếp tục tuần tra tại khu vực Đông Địa Trung Hải cho đến khi lên đường quay trở về Hoa Kỳ vào ngày 2 tháng 11.

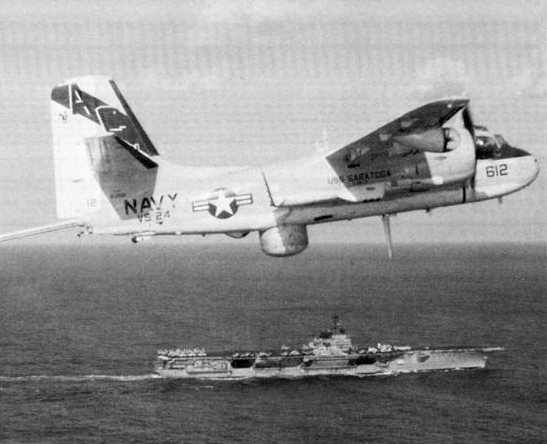
Một chiếc S-2G Tracker thuộc Phi đội VS-24 đang bay bên trên Saratoga trong chuyến đi sang Địa Trung Hải năm 1974–1975

Saratoga ở lại cảng Mayport cho đến ngày 10 tháng 3, 1971, khi nó lên đường hoạt động dọc vùng bờ biển Florida cho đến ngày 7 tháng 6. Nó khởi hành cho một lượt phục vụ khác cùng Đệ lục Hạm đội tại Địa Trung Hải, và đi đến Scotland và Bắc Hải để tham gia cuộc tập trận "Magic Sword II". Nó quay trở về Mayport vào ngày 31 tháng 10, tiến hành các hoạt động tại chỗ và được bảo trì.

#### Chiến tranh Việt Nam
Saratoga khởi hành từ Mayport vào ngày 11 tháng 4, 1972 để hướng sang Căn cứ Hải quân vịnh Subic, Philippines cho lượt phục vụ đầu tiên tại khu vực Tây Thái Bình Dương. Đi đến vịnh Subic vào ngày 8 tháng 5, nó lên đường đi sang vùng biển Việt Nam một tuần sau đó, và có mặt tại Trạm Yankee vào ngày 18 tháng 5, bắt đầu các hoạt động tác chiến trong cuộc Chiến tranh Việt Nam. Cho đến hết năm 1972, con tàu đã có bảy lượt hoạt động trong vịnh Bắc Bộ: từ ngày 18 tháng 5 đến ngày 21 tháng 6; từ ngày 1 tháng 7 đến ngày 16 tháng 7; từ ngày 28 tháng 7 đến ngày 22 tháng 8; từ ngày 2 đến ngày 19 tháng 9; từ ngày 29 tháng 9 đến ngày 21 tháng 10; từ ngày 5 tháng 11 đến ngày 8 tháng 12; và từ ngày 18 đến ngày 31 tháng 12. Nó được xếp lại lớp như một "tàu sân bay đa năng" với ký hiệu lườn CV-60 từ ngày 30 tháng 6, 1972.
Trong lượt hoạt động đầu tiên, Saratoga bị mất bốn máy bay và ba phi công. Vào ngày 21 tháng 6, hai chiếc F-4 Phantom II của nó đã đối đầu với ba chiếc Mikoyan-Gurevich MiG-21 đối phương bên trên bầu trởi Bắc Việt Nam. Họ đã né tránh bốn tên lửa không đối không và xoay xở bắn hạ một chiếc MiG. Máy bay của Saratoga đã tấn công một loạt các mục tiêu khác nhau của đối phương, bao gồm các điểm tập trung lực lượng và các kho xăng dầu ở khu vực Đông Bắc Hà Nội. Trong lượt hoạt động thứ hai, chiếc tàu sân bay bị mất một máy bay F-4 do hỏa lực phòng không về phía Đông Bắc Hà Nội; viên phi công và sĩ quan radar bị mất tích trong chiến đấu. Trong giai đoạn này, không đoàn đã thực hiện 708 phi vụ nhắm vào đối phương.

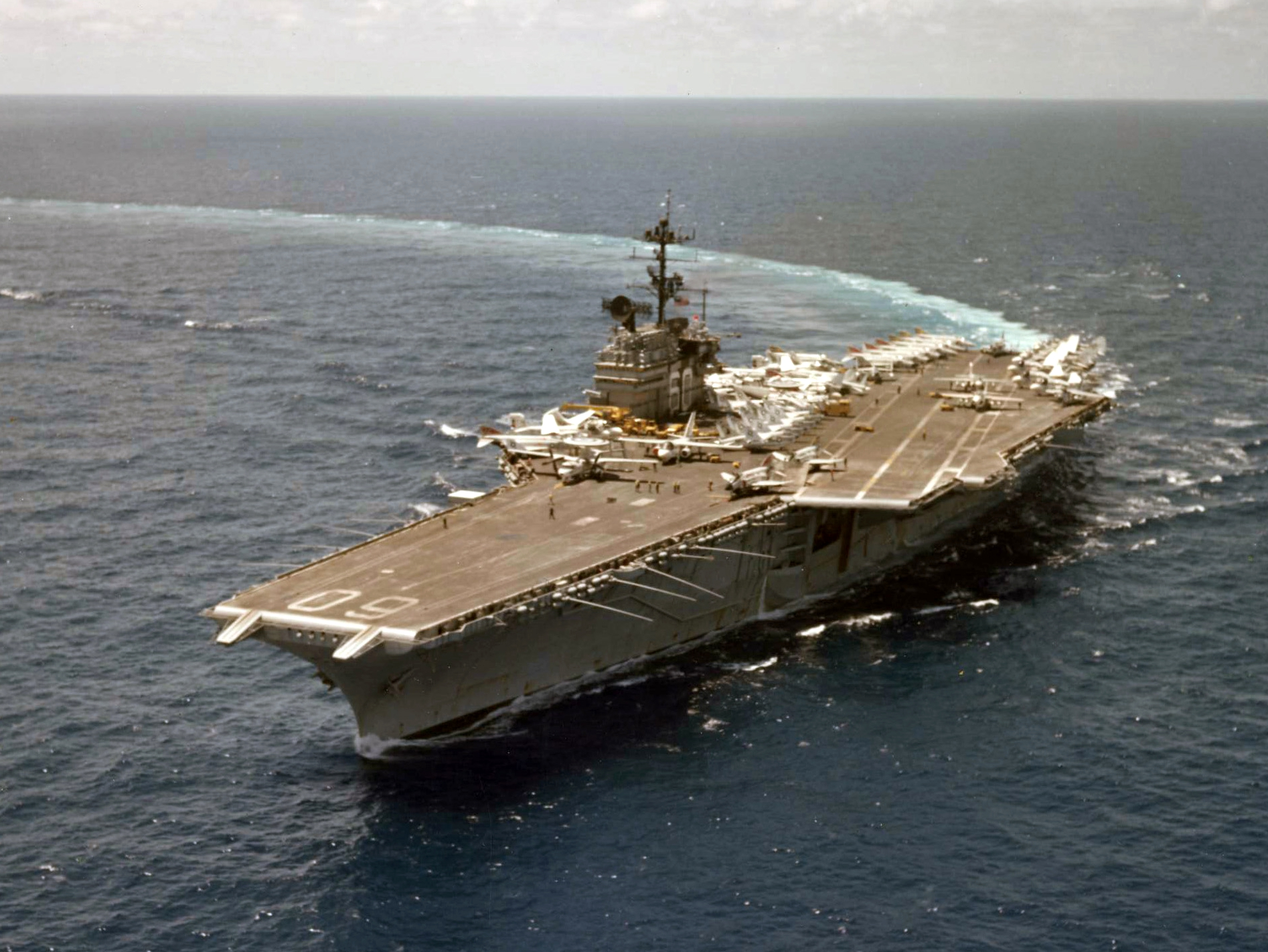
Saratoga trên đường đi tại Đại Tây Dương, năm 1975

Vào ngày 6 tháng 8, Đại úy Jim Lloyd thuộc Phi đội Cường kích VA-105, lái một máy bay A-7 Corsair trong một phi vụ ném bom gần Vinh. Máy bay của ông bị tên lửa đất đối không SAM 2 bắn rơi, và ông nhảy dù xuống khu vực của đối phương vào ban đêm. Hoạt động tìm kiếm và giải cứu của máy bay trực thăng, được máy bay thuộc Không đoàn CVW-3 hỗ trợ, đã giải cứu được Đại úy Lloyd và đưa ông quay trở lại Saratoga. Vào ngày 10 tháng 8, một trong những máy bay tiêm kích tuần tra chiến đấu trên không đã bắn rơi một máy bay MiG đối phương vào ban đêm bằng tên lửa không đối không AIM-7 Sparrow.
Trong giai đoạn từ ngày 2 đến ngày 19 tháng 9, máy bay thuộc Không đoàn phối thuộc của Saratoga đã thực hiện hơn 800 phi vụ tấn công xuống các mục tiêu tại Bắc Việt Nam. Riêng ngày 20 tháng 10, nó thực hiện 83 phi vụ hỗ trợ gần mặt đất trong vòng sáu giờ để trợ giúp cho một lực lượng 250 binh lính bị một trung đoàn đối phương bao vây; sự hỗ trợ trên không đã giúp cho đơn vị Nam Việt Nam tiếp tục tiến quân và gây thiệt hại cho đối phương. Nó tiếp tục không kích những mục tiêu tại Bắc Việt Nam trong hơn một tuần trước khi rời trạm Yankee vào ngày 7 tháng 1, 1973 để đi vịnh Subic, Philippines. Từ đây chiếc tàu sân bay lên đường quay trở về Hoa Kỳ ngang qua Singapore, và về đến cảng nhà Mayport vào ngày 13 tháng 2, nơi nó gia nhập trở lại Hạm đội Đại Tây Dương.

#### Quay lại Hạm đội Đại Tây Dương
Vào đầu năm 1975, Saratoga tham gia cuộc Tập trận Locked Gate-75 của Khối NATO với chủ đích kiềm chế ảnh hưởng của Đảng Cộng sản Bồ Đào Nha sau cuộc Cách mạng Hoa cẩm chướng. Cùng với nhiều tàu chiến nước ngoài khác, con tàu đã đi vào vùng châu thổ sông Tagus và thả neo ngay trước mặt cung điện Belém, dinh Tổng thống Bồ Đào Nha.
Saratoga khởi hành từ Mayport, Florida vào tháng 1, 1976 cho một lượt phục vụ khác tại Địa Trung Hải. Phi đội VS-22 được phối thuộc hoạt động lần đầu tiên đưa vào sử dụng kiểu máy bay chống ngầm S-3A Viking. Chiếc tàu sân bay đã can thiệp trong vụ khủng hoảng chính trị tại Liban năm 1976.
Vào ngày 21 tháng 11, 1978, đang khi phục vụ cùng Đệ Lục hạm đội tại Địa Trung Hải, Saratoga đã mắc tai nạn va chạm với tàu chở dầu Waccamaw lúc đang tiếp nhiên liệu trên đường đi, ở vị trí cách 50 mi (80 km) về phía Nam đảo Crete; nó chỉ bị hư hại nhẹ và không có thương vong.

### Thập niên 1980

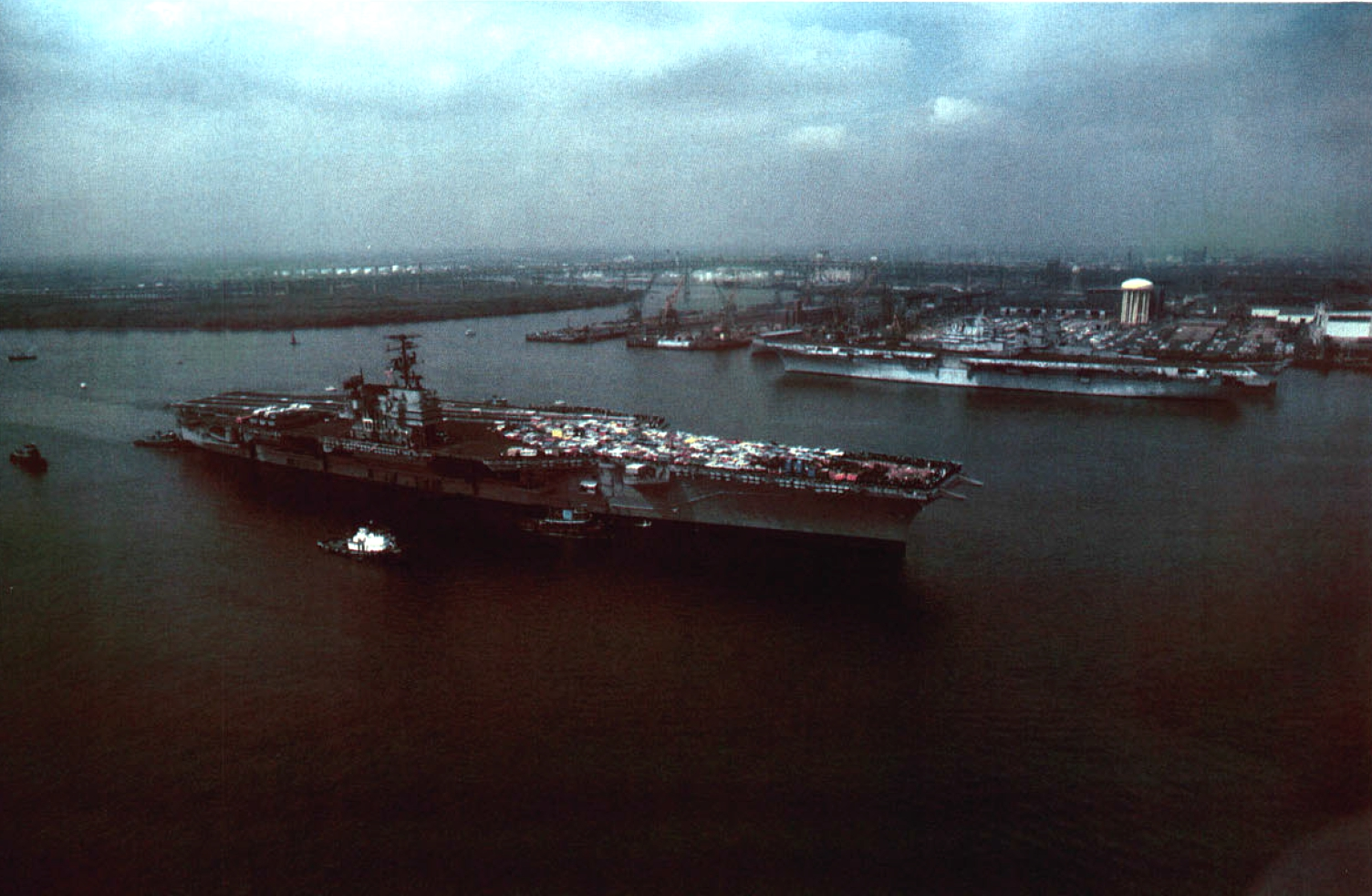
Saratoga đi đến Philadelphia trước khi được nâng cấp kéo dài tuổi thọ phục vụ; tàu sân bay lớp Essex đã xuất biên chế neo đậu phía sau.

Vào tháng 3, 1980, Saratoga đón lên tàu Không đoàn Tàu sân bay CVW-3 và khởi hành cho lượt phục vụ thứ 16 tại Địa Trung Hải. Nó tham gia cùng tàu sân bay chị em Forrestal (CV-59) trong nhiều cuộc thực hành tập trận, và đã được Đô đốc Thomas B. Hayward, Tư lệnh Tác chiến Hải quân Hoa Kỳ, viếng thăm. Trong dịp này Hạm trưởng của con tàu, Đại tá Hải quân James H. Flatley III, ghi dấu mốc trong lịch sử không lực hải quân vào ngày 21 tháng 6, 1980, khi ông thực hiện lần hạ cánh thứ 1.500 trên sàn đáp tàu sân bay, học viên sĩ quan James H. Flatley IV, con Đại tá Flatley, là người ngồi ghế sau trong buồng lái của chiếc máy bay.
Vào ngày 28 tháng 9, 1980, chỉ một tháng sau khi quay trở về sau lượt phục vụ, Saratoga rời Mayport để hướng đến Xưởng hải quân Philadelphia, nơi nó trải việc tân trang tốn kém nhất từng được thực hiện đối với một tàu hải quân. Nó là chiếc đầu tiên được tiến hành heo Chương trình Kéo dài Tuổi thọ Phục vụ (SLEP: Service Life Extension Program) kéo dài mất 28 tháng. Sau khi hoàn thành con tàu tiến hành chạy thử máy vào ngày 16 tháng 10, 1982 trước khi rời Philadelphia vào ngày 2 tháng 2, 1983 với một tên lóng mới, "Super Sara".

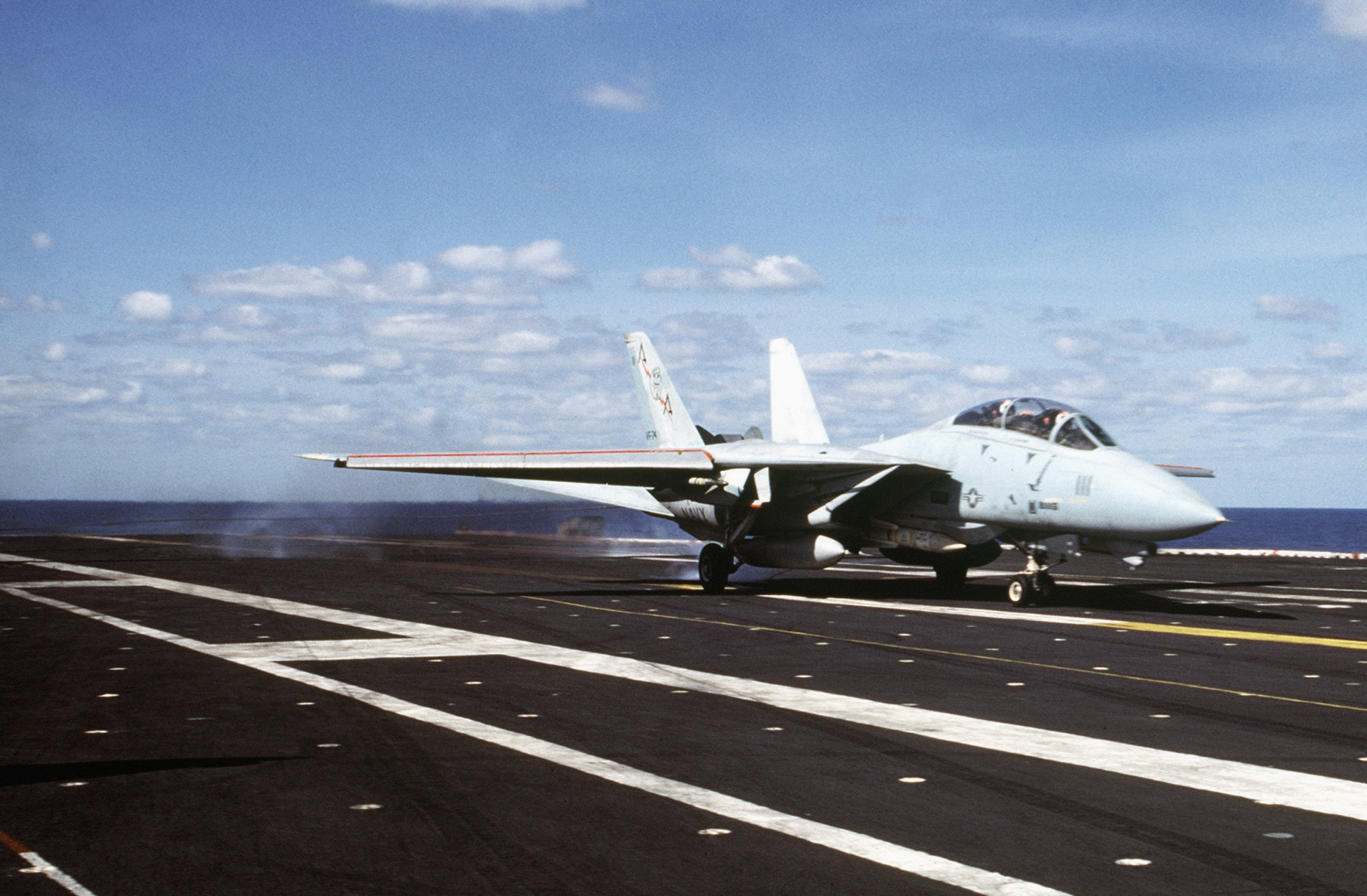
Một máy bay tiêm kích F-14A thuộc Liên đội Tiêm kích VF-74 đang hạ cánh xuống Saratoga trong chuyến đi Địa Trung Hải 1985–86

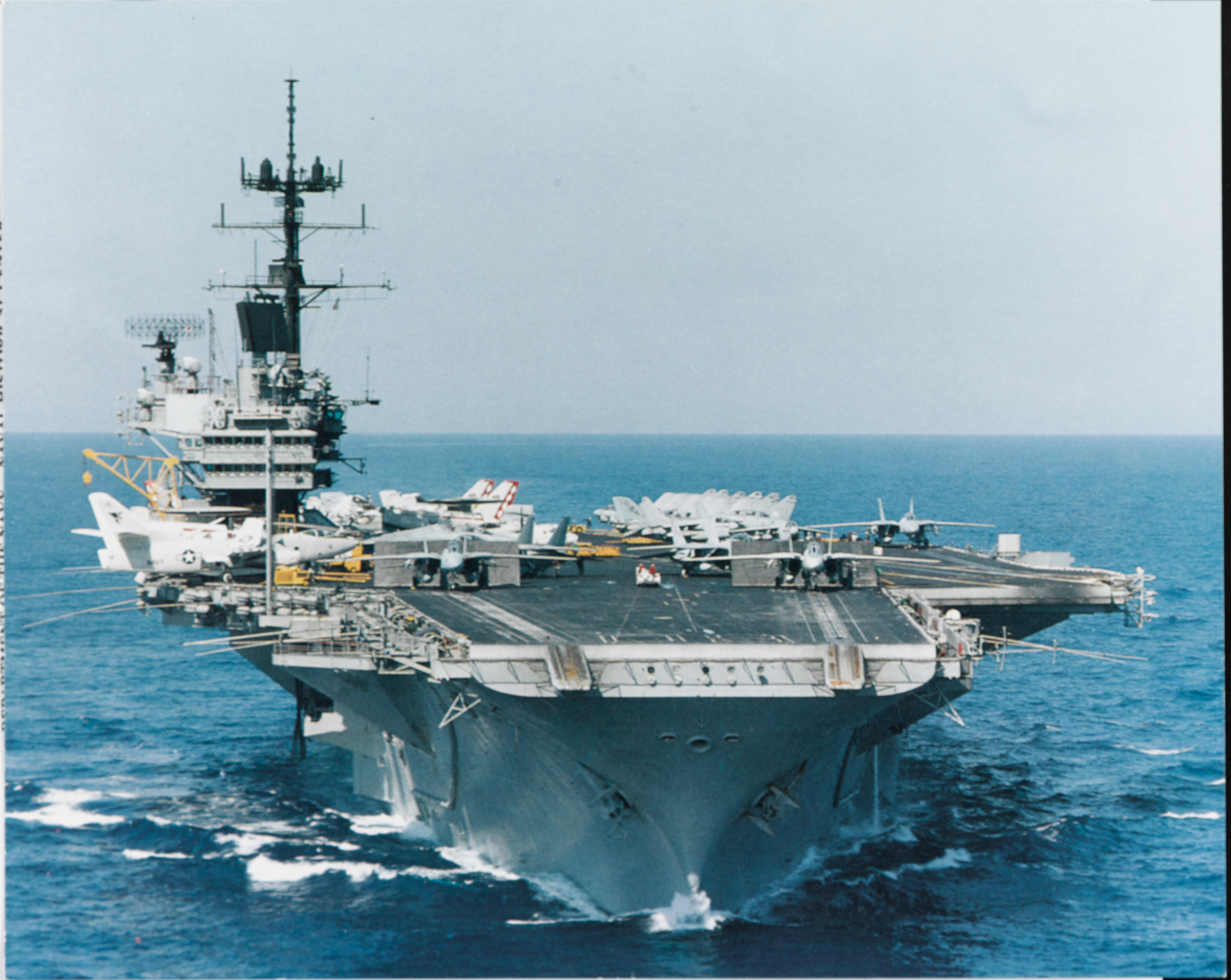
Saratoga trên đường đi tại Địa Trung Hải năm 1985; ba chiếc F-14 Tomcat đang xếp hàng trên máy phóng, sẵn sàng cất cánh

Saratoga khởi hành từ Mayport cho lượt phục vụ thứ 17 tại khu vực Địa Trung Hải vào ngày 2 tháng 4, 1984.
Sau khi rời Mayport vào tháng 8, 1985 cho lượt phục vụ thứ 18 tại khu vực Địa Trung Hải, Saratoga tiến hành những hoạt động thường lệ trong thời bình của một chuyến đi bình thường. Tuy nhiên vào ngày 10 tháng 10 con tàu được yêu cầu hành động. Chiếc du thuyền Ý hạng sang Achille Lauro trong một chuyến đi du lịch khởi hành từ Alexandria, Ai Cập đã bị những kẻ khủng bố thuộc Mặt trận Giải phóng Palestine (PLF: Palestinian Liberation Front) cưỡng đoạt. Sau khi đã giết hại một hành khách người Mỹ gốc Do Thái và trải qua thương thuyết gay go, bọn khủng bố rời tàu tại Port Said, nơi chúng được chính quyền Ai Cập bố trí một máy bay để rời khỏi Ai Cập; họ lên một máy bay Boeing 737 của hãng Egypt Air và cất cánh từ căn cứ không quân Almaza ở phía Đông Bắc Cairo.
Theo lệnh của Tổng thống Ronald Reagan, bảy máy bay tiêm kích F-14 Tomcat thuộc các liên đội VF-74 "Bedevilers" và VF-103 "Sluggers" được tung ra từ Saratoga, được hỗ trợ liên tục bởi các máy bay chở dầu Grumman KA-6D thuộc Liên đội VA-85 và máy bay cảnh báo sớm E-2C Hawkeye thuộc Liên đội VAW-125. Ngoài khơi bờ biển đảo Crete, và không bật đèn khi bay, những chiếc F-14 đã áp sát hai bên sườn và phía sau chiếc máy bay chở khách. Theo hiệu lệnh, những chiếc Tomcat bật đèn hiệu và chúc cánh xuống, một dấu hiệu quốc tế để buộc hạ cánh, trong khi chiếc E-2C Hawkeye liên lạc vô tuyến với chiếc Boeing 737 yêu cầu nó bay theo những chiếc F-14. Thấy rõ tình hình không có lối thoát, những kẻ khủng bố yêu cầu phi công chiếc 737 bay theo những chiếc Tomcat đến Căn cứ Không lực Hải quân Sigonella, Ý. Họ hạ cánh một giờ và 15 phút sau đó, nơi những kẻ khủng bố bị chính phủ Ý bắt giữ sau khi có bất đồng giữa các giới chức Ý và Hoa Kỳ. Bảy giờ sau đó, những chiếc Tomcat cất cánh quay trở về tàu mà không hề nổ một phát súng nào.

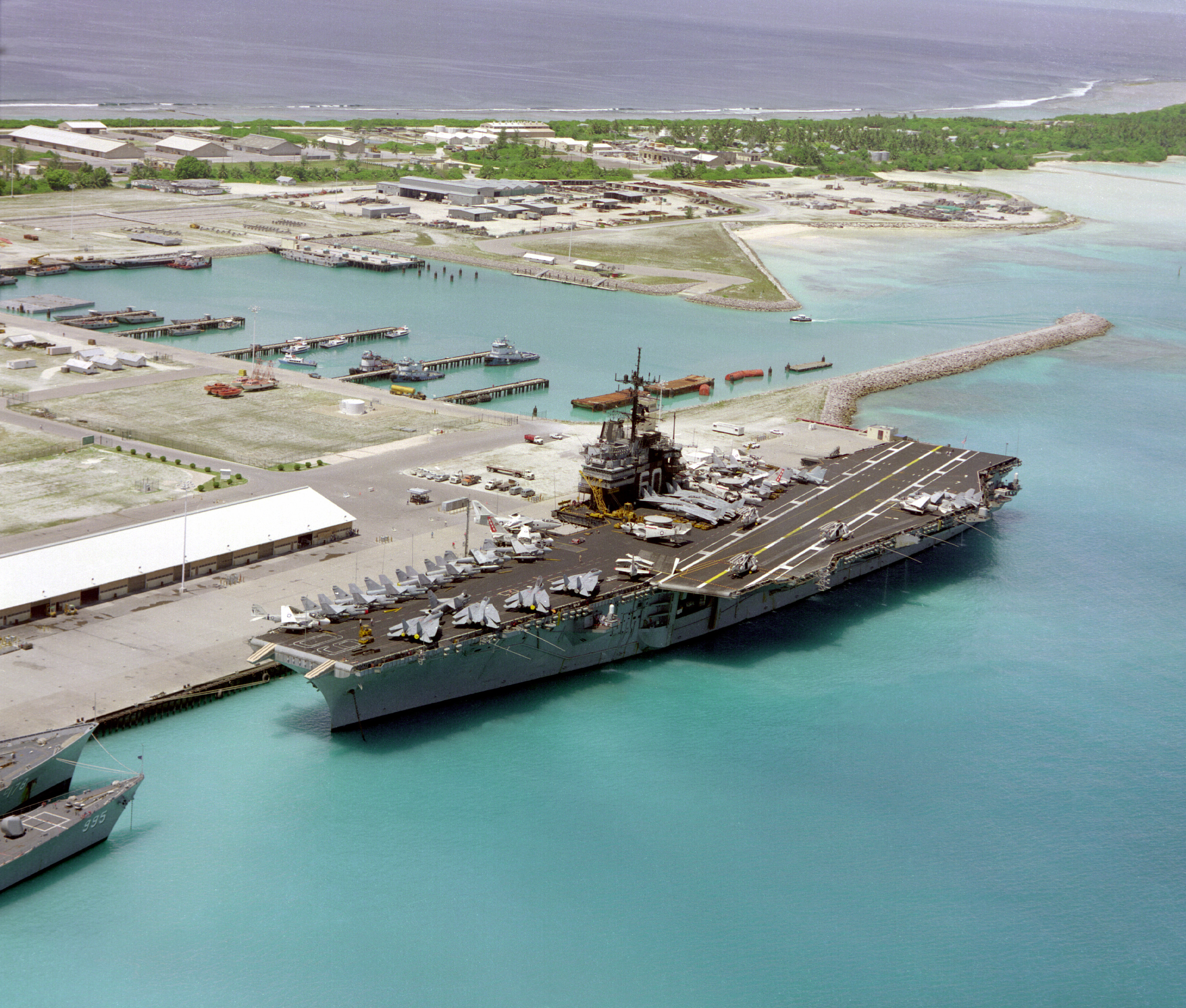
Saratoga đang thả neo tại Diego Garcia, là chiếc tàu sân bay đầu tiên cặp bến tàu.

Vào ngày 5 tháng 12, 1985, Saratoga trở thành chiếc tàu sân bay đầu tiên cặp bến tàu trên đảo Diego Garcia trong Ấn Độ Dương.

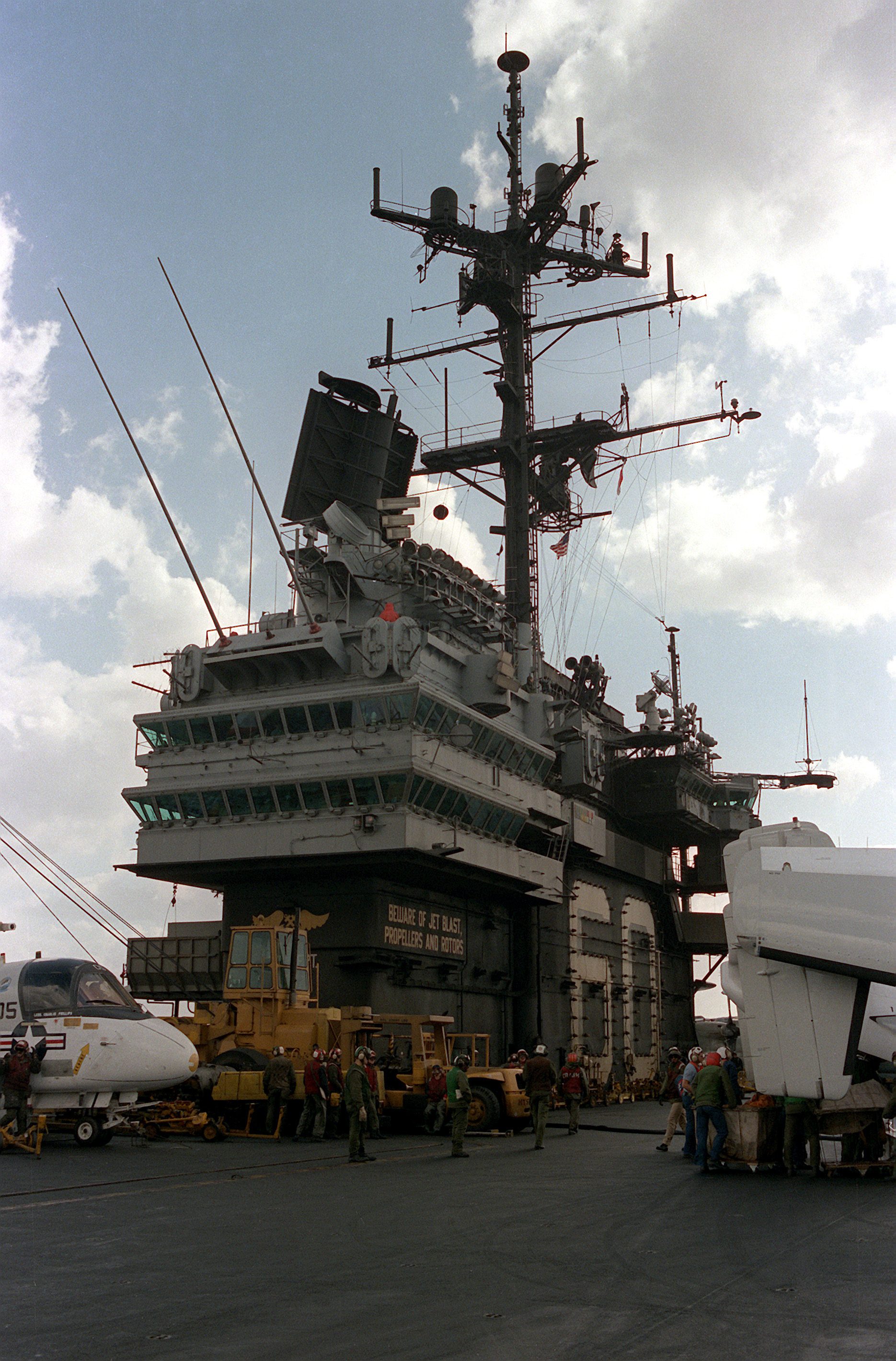
Đảo cấu trúc thượng tầng của Saratoga

Đang khi hoạt động ngoài khơi bờ biển Libya vào ngày 23 tháng 3, 1986, máy bay từ các tàu sân bay Saratoga, Coral Sea (CV-43) và America (CV-66) đã vượt qua cái mà nhà lãnh đạo Libya Muammar al-Gaddafi gọi là "Lằn ranh Chết". Đến trưa ngày hôm sau, ba tàu chiến của Hải quân Hoa Kỳ cũng vượt qua đường ranh 32° 30'. Hai giờ sau đó, từ thị trấn duyên hải Surt, lực lượng Libya bắn tên lửa đất đối không S-200 nhắm vào các máy bay F-14 Tomcat Hoa Kỳ; các quả tên lửa không trúng đích và rơi xuống biển. Cuối buổi chiều hôm đó, máy bay Hoa Kỳ đẩy lui hai máy bay tiêm kích MiG-25 của Libya bên trên không phận vịnh Sidra đang tranh chấp. Không lâu sau đó, máy bay từ ba chiếc tàu sân bay đã cất cánh thực hiện các cuộc phản công tự vệ. Một máy bay A-6E Intruder đã thả bom chùm CBU-100 Rockeye II và phóng tên lửa đối hạm AGM-84 Harpoon vào một tàu tuần tra tên lửa Libya tại "Lằn ranh Chết". Đến đêm hôm đó, hai máy bay cường kích A-7 Corsair II tấn công một trạm radar tại Surt. Tổng cộng ba tàu tuần tra và một trạm radar của phía Libya đã bị máy bay hải quân phá hủy.
Lúc 15 giờ 50 phút giờ địa phương ngày 22 tháng 9, 1987, đang khi hoạt động trên biển Địa Trung Hải trong khuôn khổ cuộc Tập trận Display Determination 87 của Khối NATO, chiếc F-14 Tomcat (số hiệu đuôi 162707) thuộc Liên đội Tiêm kích VF-74 của Căn cứ Không lực Hải quân Oceana, Virginia Beach, Virginia xuất phát từ Saratoga, đã vô tình bắn rơi chiếc máy bay trinh sát Không quân RF-4C Phantom II (số hiệu đuôi 69-0381, ZR) thuộc Không đoàn Trinh sát Chiến thuật 26 thuộc Căn cứ Không quân Zweibrücken, Tây Đức. Cả hai thành viên đội bay chiếc RF-4C đã phóng ra và được một máy bay trực thăng từ Saratoga cứu vớt trong vòng 30 phút sau tai nạn, nhưng phải chịu nhiều thương tích. Viên phi công lái chiếc Tomcat, Timothy W. Dorsey, bị kết tội vi phạm kỷ luật và bị cấm bay vĩnh viễn, nhưng 25 năm sau đó lại được đề nghị thăng quân hàm lên Chuẩn đô đốc.
Sau lượt biệt phái phục vụ thứ 19 tại Địa Trung Hải vào tháng 6, 1987, Saratoga lại được đại tu tại Xưởng hải quân Norfolk ở Portsmouth, Virginia, với chi phí 280 triệu Đô-la Mỹ.

### Thập niên 1990

#### Chiến dịch Bão táp Sa mạc
Saratoga cùng với Không đoàn Tàu sân bay CVW-17 phối thuộc đã tham gia vào Chiến dịch Bão táp Sa mạc, chủ yếu hoạt động trong biển Hồng hải. Trước khi xảy ra xung đột tại Iraq, nó bị mất 21 thành viên thủy thủ đoàn trong một tai nạn đắm phà ngoài khơi bờ biển Haifa, Israel. Trong cuộc chiến, con tàu đã xác lập nhiều kỷ lục mới vào thời đó: nó đã sáu lần băng qua kênh đào Suez và thực hiện khoảng 11.000 lần cất-hạ cánh. Saddam Hussein từng tuyên bố trên truyền hình Iraq là chiếc tàu sân bay, cùng với nhiều tàu chiến khác của lực lượng liên quân, đã bị đánh chìm. Trong quá trình xung đột, một tên lửa Scud đã được phóng nhắm về phía Saratoga đang hoạt động tại Hồng hải, nhưng có thể đã không dẫn đường hay được phóng quá vội vã, nên đã rơi sớm trên đường bay và trượt mất mục tiêu hơn 100 nmi (200 km).

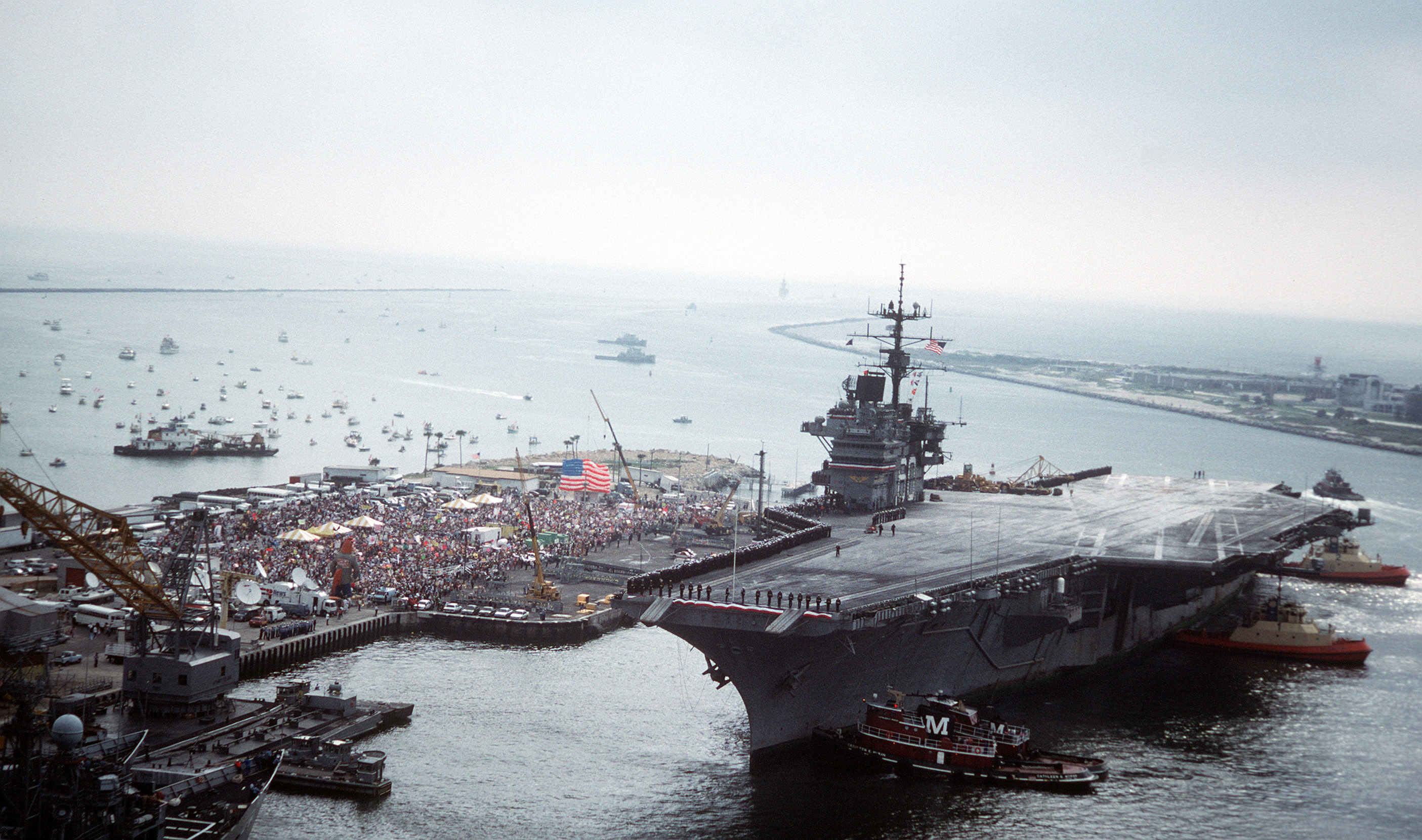
Saratoga đang quay trở về sau khi tham gia Chiến dịch Bảo táp Sa mạc.

Saratoga đã tung ra nhiều phi vụ không kích để hỗ trợ tác chiến trong trong suốt quá trình chiến dịch, trong đó bao gồm trường hợp thương vong Hoa Kỳ đầu tiên trong cuộc chiến tranh. Thiếu tá Hải quân Scott Speicher cất cánh từ chiếc tàu sân bay vào rạng sáng ngày 17 tháng 1, 1991 trên chiếc F/A-18 Hornet (số hiệu đuôi 163484) và bị bắn rơi ở cách khoảng 100 mi (160 km) về phía Tây Bagdad, tại tọa độ 33°14′35,81″B 42°21′18,14″Đ / 33,23333°B 42,35°Đ. Vị trí bị bắn rơi là Tulul ad Dulaym, một vùng hoang mạc không có người ở; xác chiếc máy bay được tìm thấy vào tháng 10, 1993, nhưng thi hài của Thiếu tá Speicher chỉ được tìm thấy vào năm 2009.
Một máy bay khác của Saratoga cũng bị bắn rơi là một chiếc A-6E Intruder. Trung úy Hải quân Jeffrey Zaun, sĩ quan ném bom/hoa tiêu, đã bị những người Iraq bắt giữ giải đi diễu hành và quay phim, nhưng cuối cùng trược trao trả cho Hoa Kỳ và đã quay trở lại cùng chiếc tàu sân bay.
Lực lượng biệt kích SEAL thường trú bên trên Saratoga cũng lần đầu tiên tiến hành các cuộc đột kích khám xét tàu buôn tại Hồng Hải, nhằm hỗ trợ cho Chiến dịch Bão táp Sa mạc.

#### Sự cố tàu TCGMuavenet
Vào mùa Thu năm 1992, Hoa Kỳ, Thổ Nhĩ Kỳ cùng nhiều nước thành viên Khối NATO khác tham gia cuộc Tập trận Exercise Display Determination 1992, một hoạt động thực hành phối hợp lực lượng hải quân dưới sự chỉ huy chung của Đô đốc Hải quân Hoa Kỳ Jeremy Michael Boorda. Hải quân các nước tham gia được chia thành hai nhóm đa quốc gia: Phó đô đốc Hoa Kỳ T. Joseph Lopez chỉ huy "Quân Nâu" trong đó có Saratoga; trong khi "Quân Xanh Lá" đối đầu, trong đó có tàu khu trục rải mìn Thổ Nhĩ Kỳ TCG Muavenet (DM-357) (nguyên là chiếc USS Gwin (DM-33) của Hoa Kỳ chuyển giao), đặt dưới quyền kiểm soát trực tiếp của Đô đốc Hà Lan Luuk Kroon.
Theo kế hoạch của cuộc tập trận, "Quân Nâu" sẽ tìm cách đổ bộ lên vịnh Saros trong biển Aegean đối đầu với hoạt động phòng thủ của "Quân Xanh Lá"; đô đốc Boorda ra lệnh cho các đơn vị thuộc lực lượng hai bên tích cực tìm kiếm và "tiêu diệt" đối thủ. Cả hai vị tư lệnh lực lượng đặc nhiệm đều có toàn quyền trong việc đối đầu với đối thủ ở nơi và vào lúc mà họ cho là phù hợp, sử dụng mọi phương tiện vũ khí sẵn có để đạt được chiến thắng. Không cần phải nói, mọi hoạt động đối đầu đều chỉ là tấn công mô phỏng.

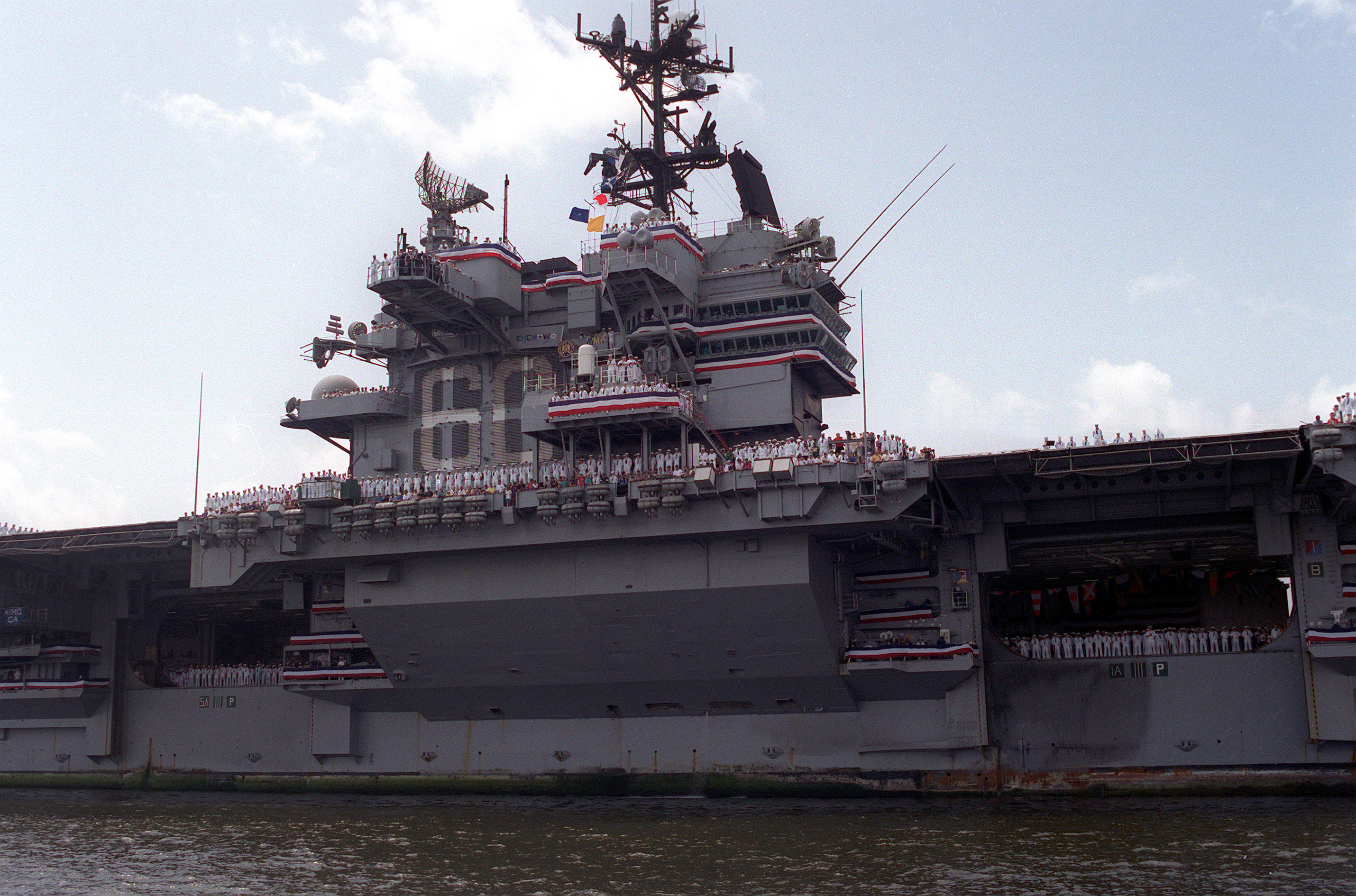
Saratoga neo đậu tại cảng Mayport sau khi quay trở về từ lượt hoạt động sau cùng, tháng 6, 1994

Trong giai đoạn triển khai chiến thuật của cuộc tập trận, vào ngày 30 tháng 9, sĩ quan hoạt động tác chiến (TAO: Tactical Action Officer) thuộc Trung tâm Chỉ đạo Tác chiến (CDC: Combat Direction Center) bên trên Saratoga quyết định tung ra cuộc tấn công mô phỏng vào lực lượng đối địch lân cận sử dụng hệ thống tên lửa RIM-7 Sea Sparrow. Sau khi được phê duyệt bởi Hạm trưởng Saratoga và Tư lệnh đội tác chiến Chuẩn đô đốc Philip Dur, sĩ quan CDC lên phương án tấn công mô phỏng. Không được báo trước, sĩ quan của Saratoga đánh thức đội tác chiến tên lửa Sea Sparrow và ra lệnh cho họ tiến hành cuộc tấn công mô phỏng. Một số thành viên của đội tác chiến tên lửa không được thông báo đây là một cuộc thực tập chứ không phải là một hình huống tác chiến thực tế.
Khi cuộc tập trận đang diễn tiến, sĩ quan TAO dùng mệnh lệnh ngôn ngữ để chỉ định anh đang chuẩn bị phóng tên lửa, nhưng do không có một thuật ngữ tiêu chuẩn phù hợp, những sĩ quan chịu trách nhiệm không hiểu đúng tầm quan trọng của thuật ngữ sử dụng và yêu cầu đang được đưa ra. Khi nhận được lệnh, đội tác chiến đã nạp quả đạn và chuẩn bị như một vụ phóng đạn thật chứ không phải là mô phỏng, còn sĩ quan giám sát lại không nhận ra mệnh lệnh như vậy sẽ phóng đạn thật. Kết quả là ngay sau nữa đêm ngày 1 tháng 10, Saratoga đã phóng hai quả tên lửa Sea Sparrow nhắm vào Muavenet. Các quả tên lửa trúng vào cầu tàu của Muavenet, phá hủy cầu tàu và Trung tâm Thông tin Tác chiến, làm thiệt mạng năm người trong đó có hạm trưởng, và làm bị thương 19 người khác. Trong cuộc điều tra được tiến hành sau đó, hạm trưởng của Saratoga cùng bảy sĩ quan và thủy thủ khác phải chịu kỷ luật do hậu quả của vụ bắn nhầm này.

### Xuất biên chế và số phận

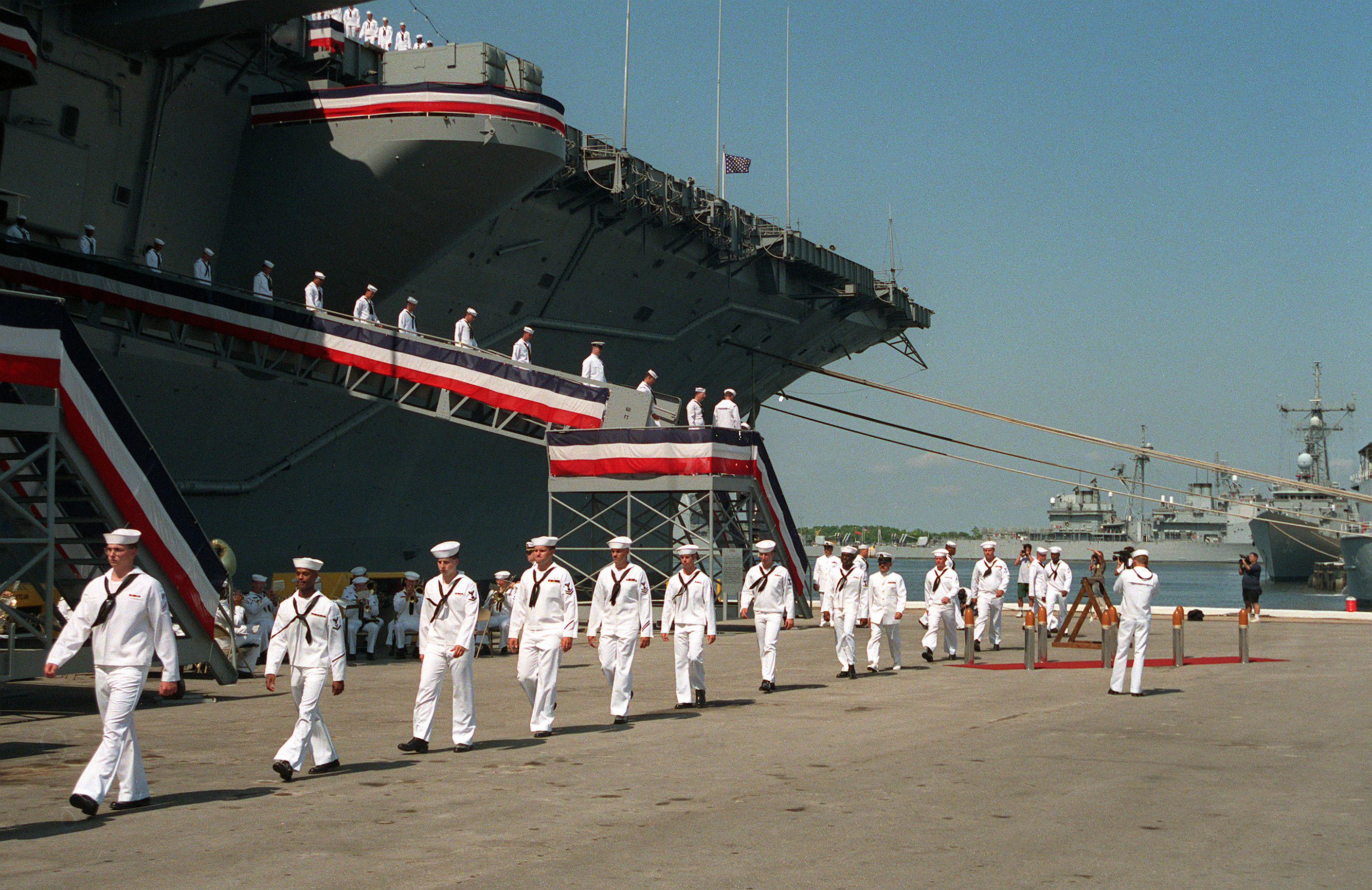
Thủy thủ đoàn của Saratoga xếp hàng rời tàu lần sau cùng, sau khi kết thúc lễ xuất biên chế.

Saratoga được cho xuất biên chế tại Căn cứ Hải quân Mayport, Florida vào ngày 20 tháng 8, 1994, và tên nó đồng thời cũng được rút khỏi danh sách Đăng bạ Hải quân. Con tàu được kéo đến Philadelphia, Pennsylvania vào tháng 5, 1995, và sau khi bất hoạt tại Xưởng hải quân Philadelphia vào tháng 8, 1998, nó được kéo đến Newport, Rhode Island. Con tàu được giữ lại, trong trạng thái chờ đợi để được trao tặng như một đài tưởng niệm hoặc tàu bảo tàng, rồi chuyển sang trạng thái "loại bỏ như một tàu thử nghiệm", và cuối cùng chuyển trở lại chờ đợi để được trao tặng vào ngày 1 tháng 1, 2000. Giống như các tàu chị em, đang khi neo đậu tại Căn cứ Hải quân Newport, nó được tháo dỡ nhiều phụ tùng để hỗ trợ cho các tàu sân bay khác còn hoạt động. Đã có nỗ lực gây quỹ nhằm giữ lại con tàu như một tàu bảo tàng tại Quonset Point ở North Kingstown, Rhode Island. Đến tháng 4, 2010, con tàu được đưa ra khỏi danh sách chờ đợi để trao tặng và lên lịch để loại bỏ.
Một chiến dịch khác, "Save Our Sara", cũng được thực hiện nhằm cố gắng bảo tồn con tàu như một tàu bảo tàng dọc bờ sông St. Johns tại trung tâm thành phố Jacksonville, Florida cũng không mang lại kết quả. Các nỗ lực gây quỹ vào những năm 1994-1995 đã không thể vận động đủ thậm chí một nữa chi phí khởi động 3 triệu Đô-la. Chiến dịch vận động gây quỹ bị hủy bỏ sau khi chi phí khởi động tăng từ 4,5 triệu lên 6,8 triệu Đô-la.

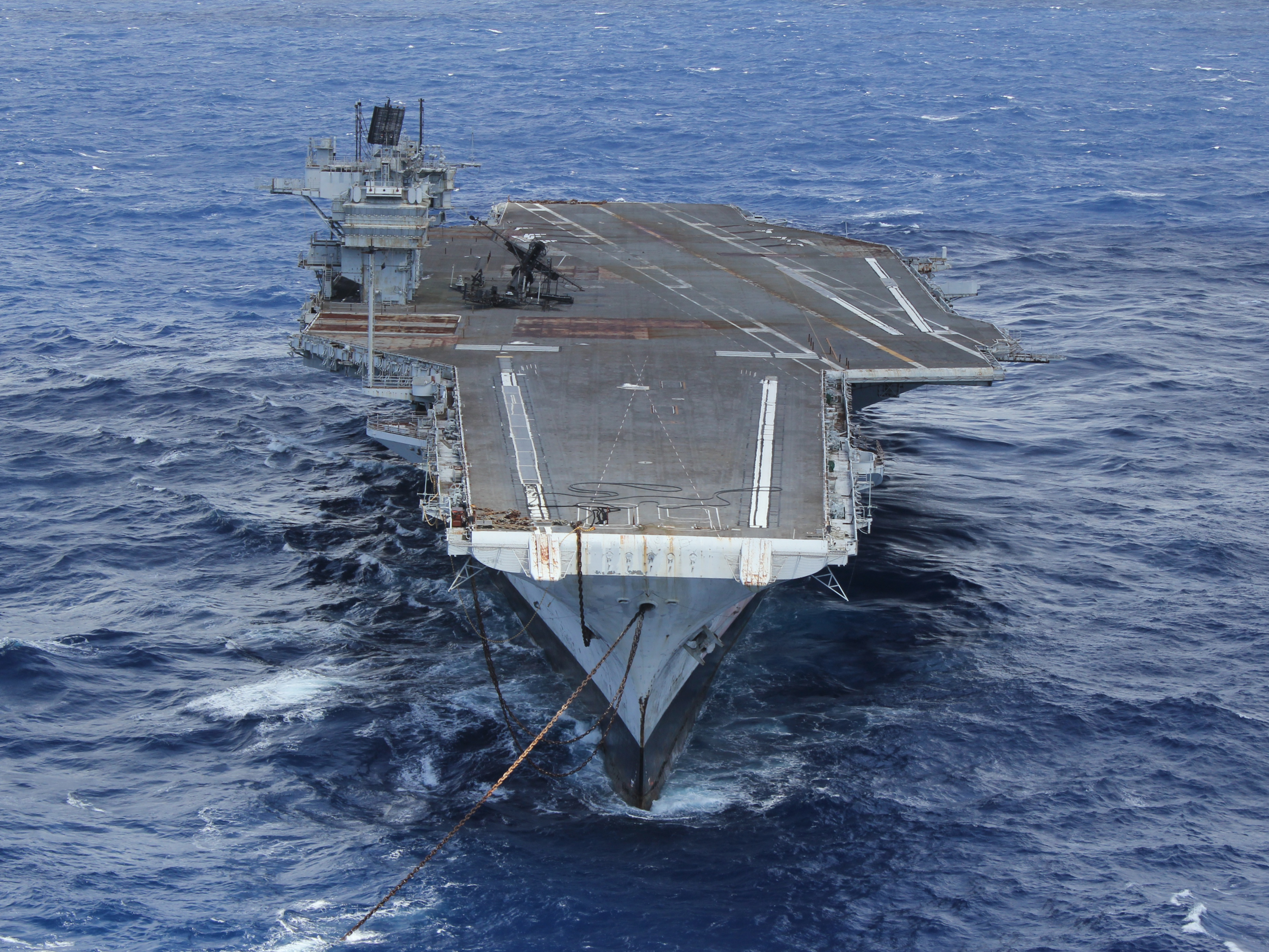
Saratoga đang được kéo đi ngoài khơi bờ biển North Carolina, trên đường đi để tháo dỡ tại Brownsville, Texas, tháng 8, 2014.

Một khó khăn nảy sinh là sự cạnh tranh từ National Football League (Giải Bóng bầu dục Quốc gia - NFL), khi thành phố được nhượng quyền đội bóng bầu dục Jacksonville Jaguars vào tháng 11, 1993. Để thỏa mãn các điều khoản thỏa thuận với NFL, thành phố Jacksonville phải đảm bảo đóng góp một phần ngân sách đáng kể trong chi phí 130 triệu Đô-la để tái thiết sân vận động của thành phố vào năm 1994. Việc này đã làm giới hạn đáng kể ngân sách của thành phố để hỗ trợ cho nỗ lực "Save Our Sara" nhằm đưa Saratoga trở lại cảng nhà. Tổ chức Jacksonville USS Saratoga Museum Foundation, Inc ngừng hoạt động vào mùa Hè năm 1995.
Vào ngày 8 tháng 5, 2014, Hải quân công bố ESCO Marine, Brownsville, Texas, sẽ tháo dỡ Saratoga với chi phí một xu. Đây là giá trị tối thiểu có thể chi trả để tháo dỡ con tàu. Saratoga rời Căn cứ Hải quân Newport vào ngày 21 tháng 8, 2014 và di chuyển dọc vịnh Narragansett ra Đại Tây Dương trong hành trình đi đến xưởng tháo dỡ của Esco Marine tại Brownsville, Texas. Con tàu đến nơi vào ngày 16 tháng 9 và bắt đầu được tháo dỡ.

## Phần thưởng[32]
| Bronze star · Bronze star |             |             |
| Bronze star · Bronze star |             | Bronze star |
| Bronze star               | Bronze star | Bronze star |
| Bronze star · Bronze star |             |             |
|                           |             |             |

| Đơn vị Tuyên dương Hải quân với hai Ngôi sao Chiến trận            |                                                                       |                                                             |
| Đơn vị Tuyên dương Anh dũng Hải quân với hai Ngôi sao Chiến trận   | Dãi băng Hiệu quả Chiến trận với hai dấu E                            | Huân chương Viễn chinh Hải quân với một Ngôi sao Chiến trận |
| Huân chương Phục vụ Phòng thủ Quốc gia với một Ngôi sao Chiến trận | Huân chương Viễn chinh Lực lượng Vũ trang với một Ngôi sao Chiến trận | Huân chương Phục vụ Việt Nam với một Ngôi sao Chiến trận    |
| Huân chương Phục vụ Tây Nam Á với hai Ngôi sao Chiến trận          | Huân chương Phục vụ Lực lượng Vũ trang                                | Huân chương NATO (Nam Tư)                                   |
| Huân chương Chiến dịch Bội tinh (Việt Nam Cộng Hòa)                | Huân chương Giải phóng Kuwait (Saudi Arabia)                          | Huân chương Giải phóng Kuwait (Kuwait)                      |